# Florian Dauphin
Pour les articles homonymes, voir Dauphin (homonymie).
Florian Dauphin, né le 6 avril 1999, est un coureur cycliste français. 

## Biographie
Florian Dauphin commence le cyclisme à l'âge de six ans au sein de l'UC Quimperloise,. À dix ans, il compte déjà plus de quarante victoires à son palmarès. Il devient notamment champion départemental du Finistère en 2007, 2009 et 2011. En 2013, il s'empare du titre de champion de Bretagne chez les minimes. 
En 2018, il rejoint le Vélo Valletais pour ses débuts espoirs (moins de 23 ans). Au mois de juin, il gagne le titre de champion des Pays de la Loire en deuxième catégorie. Il intègre ensuite la formation Sojasun espoir-ACNC en 2019. Bon sprinteur, il obtient de nombreuses places d'honneur chez les amateurs. L'année suivante, il se classe notamment deuxième du championnat de France espoirs et troisième de Paris-Tours espoirs.
En 2021, il intègre le VC Pays de Loudéac, réserve de l'équipe professionnelle B&B Hotels p/b KTM. À partir du mois d'aout, il devient stagiaire dans la structure de Jérôme Pineau. Il n'est toutefois pas recruté par cette formation en 2022, malgré sa régularité. Florian Dauphin poursuit alors une saison supplémentaire au VC Pays de Loudéac. Après de bons résultats, il intègre de nouveau l'équipe B&B Hotels p/b KTM en août pour un stage. Il se distingue avec les professionnels en terminant sixième d'une étape de l'Arctic Race of Norway, neuvième de Binche-Chimay-Binche, onzième de Paris-Bourges et vingt-et-unième de Paris-Tours. 
Alors qu'il devait passer professionnel chez B&B Hotels p/b KTM, celle-ci disparaît en 2023, faute d'avoir trouvé les fonds nécessaires à la poursuite de son activité. Florian Dauphin est par conséquent contraint de rester au niveau amateur. Il prend une licence au club Côtes d'Armor Cyclisme Marie Morin, renommé Cre'Actuel-Marie Morin-U 22. Lors de la seconde partie de la saison 2023, il court en tant que stagiaire au sein de l'équipe Arkéa-B&B Hotels. En 2024, il intègre l'équipe de développement Arkéa-B&B Hôtels Continentale, mais ne participe qu'à quatre courses par étapes avec celle-ci. Il court la plupart du temps avec l'UCI WorldTeam Arkéa-B&B Hotels. Lors du Kreiz Breizh Elites, il obtient ses premières victoires au niveau international avec une victoire d'étape et une victoire au classement général. En plus du cyclisme sur route, il remporte la course des Gravel World Series à Millau.
Malgré une saison 2024 réussie avec Arkéa-B&B Hôtels, il rejoint l'UCI ProTeam TotalEnergies en 2025.

## Palmarès et résultats

### Par année
- 2007
  - Champion du Finistère poussins
- 2009
  - Champion du Finistère pupilles
- 2011
  - Champion du Finistère benjamins
- 2013
  -  Champion de Bretagne minimes
- 2018
  - Champion des Pays de la Loire en 2e catégorie
  - Tro Bro Pleur
  - 3e du Grand Prix de Saint-Philibert Trégunc
- 2019
  - 2e du Grand Prix de Névez
  - 3e du Grand Prix de Lorient
  - 3e du Grand Prix de Saint-Philibert Trégunc
- 2020
  - 2e du Grand Prix de Plouay amateurs
  - 2e du championnat de France sur route espoirs
  - 3e de Paris-Tours espoirs
- 2021
  - 2e du Trophée de l'Essor
  - 2e du Grand Prix de la Sologne des Étangs
  - 3e du Grand Prix de Saint-Hilaire-du-Harcouët
- 2022
  - 3e du Grand Prix de Vannes
  - 3e du Grand Prix de Fougères
- 2023
  - Essor Breton
  - La Sportbreizh : 
    - Classement général
    - 1re étape

  - 2e étape du Tour des Deux-Sèvres
  - Estivale Bretonne
  - Grand Prix de Fougères
  - Ronde Mayennaise
  - 2e du Circuit du Morbihan
  - 3e de La Melrandaise
  - 3e des Boucles Guégonnaises
  - 3e du Kreiz Breizh Elites
  - 3e du Grand Prix de Dinan
- 2024
  - Kreiz Breizh Elites : 
    - Classement général
    - 2e étape

### Classements mondiaux
| Année                                 | 2020 | 2021  | 2022 | 2023 | 2024 |
| ------------------------------------- | ---- | ----- | ---- | ---- | ---- |
| Classement mondial                    | 669e | 1785e | 970e | 996e | 766e |
| UCI Europe Tour                       | 541e | 1227e | 706e | nc   | nc   |
|                                       |      |       |      |      |      |
| Légende : nc = non classéSource : UCI |      |       |      |      |      |